# 弗朗索瓦二世 (法兰西)
弗朗索瓦二世（法語：François II，1544年1月19日—1560年12月5日），法国瓦卢瓦王朝国王（1559年—1560年在位）。他是亨利二世与凱薩琳·德·麥第奇之子，生于枫丹白露。

## 苏格兰配王
1548年弗朗索瓦4岁时，他的父亲亨利二世安排了他与表姐苏格兰女王玛丽一世的婚姻。玛丽一世是在只有9个月大的时候就成为苏格兰女王（1543年9月9日）。一俟这一婚约被正式批准，苏格兰摄政——玛丽一世的母亲玛丽·德·吉斯就把她6岁的女儿送到法国与法国王室一同生活，直到弗朗索瓦与玛丽一世长大履行婚约。1558年4月24日，14岁的法国王储与15岁的苏格兰女王举行了婚礼。这一连姻带有强烈的政治色彩：未来的法国国王同时也将得到苏格兰的王冠，并对英格兰的王位构成要求（玛丽一世对英格兰王位拥有继承权）。

## 少年国王
弗朗索瓦结婚一年后，他的父亲亨利二世去世。15岁的王储加冕为法兰西国王弗朗索瓦二世。王太后凯瑟琳·德·麥第奇担任摄政，但是据信掌握实权的人是权臣吉斯公爵弗朗索瓦和吉斯红衣主教查理（他们是苏格兰女王玛丽一世的舅舅）兩兄弟，弗朗索瓦二世从未对政事進行實質干涉。在他任內，受到父親於1559年四月與西班牙所定的和平條約影響，法國的國際影響力逐漸下降；法國財政因為過去與西班牙四十多年的戰爭，負債高達四千八百萬里弗（國王一年收入只有一千二百萬里弗），執政團隊因此實施緊縮政策，裁撤許多機構與軍隊，並且拒償借款利息，導致政府實質性破產。政府破產與1560年西歐開始物價革命造成的動亂，促發了法國的宗教大分裂，不久即爆發了長期內戰胡格諾戰爭，王權降到谷底。
1560年，一直体弱多病的弗朗索瓦二世在奥尔良去世，年仅16岁。他被葬在圣但尼修道院。
也許是因為健康問題，又或許是可能的隱睪症，弗朗索瓦二世没有和玛丽一世生下任何孩子，他的弟弟查理九世继承了王位。